# The History of Rock
The History of Rock è il quinto album in studio di Kid Rock, pubblicato nel 2000.

## Il disco
Contiene vari inediti e nuove versioni di brani contenuti nei suoi primi EP. Il brano più noto del disco è senza dubbio American Bad Ass, anche grazie al famoso riff proveniente dalla canzone Sad but True dei Metallica.
È l'ultimo album a cui collaborò Joe C., poiché quest'ultimo morì a novembre del 2000 dopo una lunga malattia.

## Tracce
1. Intro – 1:08
2. American Bad Ass – 4:32
3. Prodigal Son – 6:41
4. Paid – 4:45
5. Early Mornin' Stoned Pimp featuring Joe C and Tino – 7:15
6. Dark & Grey (1994 Demo) – 4:56
7. 3 Sheets to the Wind (What's My Name) – 3:59
8. Abortion (1994 Demo) – 4:29
9. I Wanna Go Back – 5:29
10. Ya' Keep On – 3:54
11. Fuck That – 3:42
12. Fuck You Blind – 3:57
13. Born 2 B a Hick(1992 Demo) – 1:42
14. My Oedipus Complex featuring Twisted Brown Trucker – 8:19

## Accoglienza
The History of Rock ricevette critiche prevalentemente positive, ottenendo 64 punti su 100 sul sito di recensioni Metacritic.
Stephen Thomas Erlewine, autore di Allmusic, diede all'album quattro stelle su cinque, dicendo che "non si trattava di grande ascolto, ma aveva uno stile spaccone tipicamente white trash, artisticamente vicino al precedente album Devil Without a Cause."
Rob Sheffield, autore di Rolling Stone, diede all'album tre stelle su cinque, elogiandone un paio di inediti più che i rifacimenti. Invece Entertainment Weekly bocciò l'album con una C, sostenendo che "si trattava di un tentativo malriuscito, da parte di un artista già prossimo a cambiare genere, di riproporre vecchi brani in veste diversa", e che l'album "si sarebbe potuto intitolare The History of Rap (by White Boys)."

## Crediti
- Kid Rock - voce, chitarra, basso, tastiera, organo, batteria
- Michael Stevens - voce
- Jimmie Bones - tastiera
- Joe C. - voce
- Stefanie Eulinberg - batteria
- Shirley Hayden - voce
- Jason Krause - chitarra
- Misty Love - voce
- Kenny Olson - chitarra
- Uncle Kracker - giradischi, voce
- Michael Bradford - basso
- Wes Chill - voce